# Pesipe
Il Pesipe è un corso d'acqua che nasce sulla catena delle Serre settentrionali, nei pressi del passo Fossa del Lupo, per poi gettarsi nel fiume Amato.

## Percorso
La sua sorgente è nei pressi della Serralta di San Vito, vicino al passo Fossa del Lupo. Successivamente si dirige verso nord-est in direzione del monte Covello per poi scendere di quota e passare in mezzo ai territori di Girifalco e Cortale, in una stretta vallata. Dopo questo tratto cambia direzione verso ovest, fino alla Piana di Sant'Eufemia, dove poco prima riceve le acque del torrente Pilla nei pressi di Maida. Nel cuore della Piana si va a riversare nel fiume Amato, diventando il suo principale affluente di sinistra, il quale sfocia nel Golfo di Sant'Eufemia.

## Flora
La flora attorno al suo corso montano è composta da una vegetazione forestale, prevalentemente castagneti e querceti misti. Dentro il corso del torrente sono invece presenti pareti stillicidiose su cui sono stati segnalati piccoli nuclei di felce bulbifera.